# Cataphrodisium cyaneum
Cataphrodisium cyaneum är en skalbaggsart som beskrevs av J. Linsley Gressitt och Yves Rondon 1970. Cataphrodisium cyaneum ingår i släktet Cataphrodisium och familjen långhorningar.
Artens utbredningsområde är Laos. Inga underarter finns listade.